# تروسرید
تروسرید (به سوئدی: Truseryd) یک منطقهٔ مسکونی در سوئد است که در Karlskrona Municipality واقع شده‌است.